# Гора, Йозеф
Йозеф Гора (8 июля 1891 — 21 июня 1945) — чешский поэт и прозаик. Первым посмертно получил титул Народный деятель искусств Чехословакии (1945).

## Биография
Йозеф Гора родился в Добрине, Литомержице, Богемия в подворье, в котором сейчас находится музей в его честь. Его отец вскоре продал дом в деревне, и семья переехала в Прагу. В 1896 году его родители расстались, и Йозеф со своей матерью вернулся сперва в Добрин, а затем в Роуднице, где он поступил в гимназию. Здесь он пытался писать стихи, и даже опубликовал свои наброски в дамском журнале. В 1910 году он поступил на юридический факультет Карлова университета в Праге. В 1912 году он присоединился к социал-демократической партии и начал писать для её газет и журналов. Он стал редактором местной газеты, где встретил свою будущую жену, Зденку Янушкову. Пара поженилась в 1919 году, у них родилась дочь. Осенью 1925 года посетил СССР. Поездка открыла ему не только успехи нового режима, но и его проблемы с демократией.

## Творчество
На его ранние поэтические произведения (сборник «Стихотворения», 1915) повлияли события Первой мировой войны. В 1918—1920 годах был одним из теоретиков пролетарского искусства и революционной поэзии. Автор сборников «Рабочий день» (1920), «Сердце и хаос мира» (1922), «Бурная весна» (1923), книги прозы «Социалистическая надежда» (1922), романа «Голодный год» (1926) и др. Сборники стихов «Маховские вариации», «Тихие послания» (оба 1936), «Родной дом» (1938), «Записки из немощи» (1945), поэма «Иван-скрипач» (1939) проникнуты философским размышлением о смысле человеческого существования, судьбе отечества и чешского народа.
Переводил на чешский язык стихи Я. Купалы, А. Пушкина, М. Лермонтова, С. Есенина. Написал статью «Белорусские писатели в Праге» (1927; о Я. Купале, М. Чарота, М. Зарецкого). На белорусский язык его произведения переводили Ф. Жичка, С. Понизник и др.

## На русском языке
- Социалистическая надежда. Роман. М., 1928